# 守光院
守光院（しゅこういん）は、埼玉県さいたま市南区にある曹洞宗の寺院。

## 歴史
1180年（治承4年）、佐々木守綱の開基である。守綱は宇治川の戦いにおいて先陣争いを繰り広げた佐々木高綱の兄である。源頼朝の挙兵の際、守綱は当地において援軍となるべき坂東武士を集めていた。撤収の際に「護国山守綱院」と称する寺を創建した。これが当寺の起源である。
その後、安土桃山時代に大雲文龍によって中興された。文龍は国昌寺で出家し、後に国昌寺第2世住職となった。また文龍は書家でもあり、後陽成天皇・後水尾天皇より紫衣と仏日金蓮禅師号を授かっている。
慶安年間（1648年 - 1652年）、時の将軍徳川家綱の「綱」の字を憚かって、「守綱院」から「守光院」に改称した（避諱）。

## 文化財
- 銅造阿弥陀如来立像（さいたま市指定有形文化財 昭和33年3月31日指定）[4]

## 交通アクセス
- 南浦和駅より徒歩18分
- 国際興業バス 浦50 「谷田小学校」下車 徒歩2分